# Melde (cours d'eau)
La Melde était à l'origine un seul cours d'eau du Pas-de-Calais. Au XVIIIe siècle, elle a été scindée à des fins défensives et de navigation mais passait encore en siphon - aujourd'hui abandonné - pour se jeter dans la Lys à Thiennes. On a aujourd'hui deux Melde : La Melde du Pas de Calais qui se jette dans la Décharge de la Lys à Aire-sur-la-Lys et la Melde du Nord qui se jette pour partie dans la Lys canalisée via un groupe de pompes, à Thiennes et pour partie dans le canal de la Nieppe pour rejoindre ensuite la Bourre.
- La Melde du Pas de Calais[2] prend sa source au pied du Plateau d'Helfaut[3] pour se diriger vers le canal de Neufossé[4] à Wittes où le cours du Contre-Fossé (ou Fossé Latéral) la rejoint. Elle se jette ensuite dans le canal de Neufossé puis dans la Lys à Aire[5] après avoir fait sa jonction avec la dérivation de la Lys supérieure qu'est l'Oduel.
- La Melde du Nord qualifie le tronçon en rive droite du bief Cuinchy-Fontinettes. La Nouvelle Melde parfois citée n'en serait qu'une partie.